# Francisco Fernández Ordóñez
Pour les articles homonymes, voir Francisco Fernández, Fernández et Ordóñez.
Francisco José Fernández Ordóñez, dit Paco Ordóñez, né le 22 juin 1930 à Madrid et mort le 7 août 1992 à Madrid, est un homme politique espagnol d'idéologie sociale-démocrate.
Haut fonctionnaire sous le franquisme, il intègre l'Union du centre démocratique en 1977 et devient ministre des Finances, à la suite des premières élections libres. Il est remplacé en 1979, mais rappelé un an plus tard, comme ministre de la Justice. Il quitte le gouvernement et l'UCD en 1981, pour rejoindre le Parti socialiste en 1983. En 1985, il est nommé ministre des Affaires étrangères. Il démissionne en 1992 et meurt peu après.

## Biographie
Il est le frère aîné de l'économiste et militant socialiste Miguel Ángel Fernández Ordóñez.

### Formation et carrière
En 1951, il passe avec succès une licence de droit à l'université de Madrid et devient, trois ans plus tard, avocat en droit fiscal à la cour provinciale de Huelva. Il intègre, en 1959, le corps des inspecteurs financiers et fiscaux de l'État. Il quitte ensuite l'Espagne pour se perfectionner en droit fiscal à l'université Harvard.
Il revient dans son pays en 1969, étant nommé secrétaire général technique du ministère des Finances, puis sous-secrétaire de l'Économie financière en 1973. L'année suivante, en février 1974, il est porté à la présidence de l'Institut national de l'industrie (INI), dont il démissionne dès le 1er novembre pour des raisons politiques.

### Parcours sous la transition
Il fonde, en 1976, un petit parti, la Gauche sociale-démocrate (ISD), qui participe ensuite à la création de la Fédération sociale-démocrate (FSD), dont il est nommé président au mois de décembre. Il intègre le 3 mai 1977, l'Union du centre démocratique, d'Adolfo Suárez, puis est élu, lors des élections constituantes du 15 juin, député de Madrid. Le 5 juillet, il est désigné ministre des Finances. Aux côtés d'Enrique Fuentes Quintana, puis Fernando Abril Martorell, il entreprend une profonde réforme de la fiscalité, créant notamment l'impôt sur le revenu des personnes physiques (IRPF).
Réélu député, dans la province de Saragosse, en 1979, il n'est pas reconduit au gouvernement et prend alors la présidence de la commission du Budget du Congrès des députés. Au moment du remaniement ministériel du 9 septembre 1980, il est choisi comme ministre de la Justice et annonce sa volonté de faire voter une loi sur le divorce.
Reconduit par Leopoldo Calvo-Sotelo le 26 février 1981, il parvient à faire voter la loi relative au divorce, malgré les très fortes oppositions et critiques dont il fait l'objet, puis démissionne le 1er septembre suivant, critiquant le manque d'autorité du chef du gouvernement sur l'UCD et affirmant la nécessité, pour lui, de retrouver sa propre identité politique.

### La scission et la fondation du PAD
Il quitte ensuite l'UCD, tout en conservant son siège de député, et annonce la création, en janvier 1982, le Parti d'action démocratique (PAD), d'orientation sociale-démocrate. Lors du congrès constituant, à la fin du mois de mars, il est désigné secrétaire général du parti, avec pour adjoint Luis González Seara, sans toutefois mettre au clair sa stratégie d'alliance en vue des prochaines élections générales.
Au mois de septembre, le PAD passe un accord avec le Parti socialiste ouvrier espagnol (PSOE), qui prévoit l'intégration de sept sociaux-démocrates sur les listes socialistes, dont Fernández Ordóñez et Javier Moscoso, ce qui lui permet d'être réélu député de Madrid aux élections générales anticipées du 28 octobre 1982. Il est ensuite désigné président de la commission de l'Économie, du Commerce et des Finances, mais démissionne dès le 3 janvier 1983 pour diriger la banque extérieure d'Espagne. Trois semaines plus tard, le PAD prononce son autodissolution et Fernández Ordóñez en appelle les membres à rejoindre le Parti socialiste.

### Ministre des Affaires étrangères
Lors du remaniement ministériel du 5 juillet 1985, il est nommé ministre des Affaires étrangères, en remplacement de Fernando Morán.
Il est alors chargé de piloter les relations bilatérales avec les États-Unis, marquées par des tensions du fait de la volonté espagnole de réduire la présence militaire américaine dans le pays. Il assure l'ouverture des relations diplomatiques avec Israël, l'intégration dans l'Union de l'Europe occidentale (UEO) et la présidence semestrielle de la Communauté économique européenne (CEE) en 1989, ayant piloté la fin du processus d'adhésion de l'Espagne. Il a également permis d'orienter la diplomatie communautaire vers l'Amérique latine et de réussir la conférence internationale de la paix de Madrid, en 1991.

### Décès
Il annonce, le 1er juin 1992, qu'il suspend ses activités ministérielles pour un temps indéfini, affirmant se sentir « malade et très fatigué » après un voyage dans le sud de l'Amérique latine.
Il demande à Felipe González, quelques jours plus tard, à être relevé de ses fonctions. Il reçoit alors un hommage de ses collègues européens et se voit décorer du grand collier de l'Ordre d'Isabelle la Catholique par le conseil des ministres,. Le 22 juin, le président du gouvernement fait savoir qu'il a choisi Javier Solana, ministre de l'Éducation, pour prendre la direction de la diplomatie espagnole.
Il tombe dans un coma irréversible dès le 6 août suivant et meurt le lendemain, des suites d’un cancer du côlon qui lui avait été diagnostiqué en 1988 qui aurait dû lui faire quitter la vie politique.
Il reçoit alors un hommage unanime de la classe politique, de José María Aznar, président du Parti populaire, de Julio Anguita, coordonnateur général de la Gauche unie, de Jon Idígoras, dirigeant de Herri Batasuna, de Felipe González, qui déclare « avoir perdu un ami », de José María Álvarez del Manzano, maire de Madrid qui le proclame « fils prodigue » de la ville, d'Odón Elorza, maire de San Sebastián, qui fait mettre tous les drapeaux en berne, et même de la ville de Santa Pola, où il passait tous ses étés et qui compte le proclamer « maire honoraire ».